# Władimir Karasiow
Władimir Iwanowicz Karasiow, ros. Владимир Иванович Карасёв (ur. 17 czerwca 1938 w Leningradzie, zm. 9 lipca 2021) – rosyjski szachista, mistrz międzynarodowy od 1976 roku.

## Kariera szachowa
W czasie swojej kariery trzykrotnie wystąpił w finałach mistrzostwach Związku Radzieckiego (1967, 1970, 1971), które w ówczesnym czasie należały do najsilniej obsadzonych turniejów na świecie. W 1970 r. zwyciężył w mistrzostwach Leningradu.  W 1974 r. odniósł duży sukces, triumfując w memoriale Akiby Rubinsteina w Polanicy-Zdroju. W 1976 r. zajął II miejsce (za Anatolijem Łutikowem) w Albenie. W 2001 r. podzielił IV miejsce w mistrzostwach świata "weteranów" (zawodników pow. 60 roku życia), rozegranych w Arco, sukces ten powtórzył również w 2003 r. w Bad Zwischenahn. Jeszcze lepszy wynik uzyskał w 2005 r. w Lignano Sabbiadoro, gdzie podzielił III miejsce. Dwukrotnie (2002 i 2004) zdobył tytuł mistrza Rosji "weteranów".